# Megophrys wushanensis
Megophrys wushanensis es una especie de anfibios de la familia Megophryidae.

## Distribución geográfica
Se encuentra en el sur de China.

## Estado de conservación
Se encuentra amenazada por la pérdida de su hábitat natural.